# خطيب الجمعة

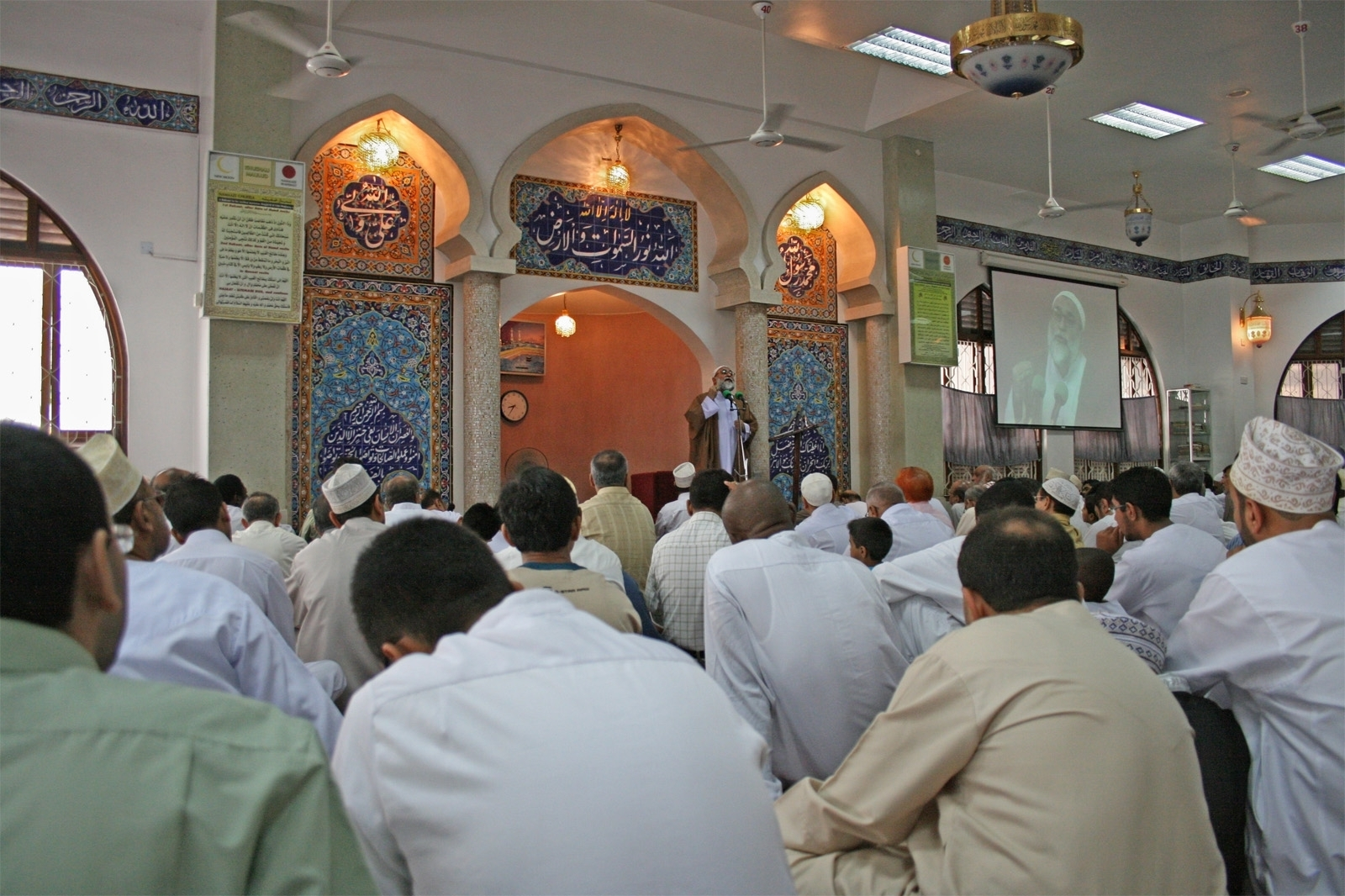

خطيب الجمعة هو الشخص الذي يلقي الخطبة على المسلمين قبل صلاة الجمعة.

## عن صلاة الجمعة
يعتبر فرصة للقاء الأسبوعي بين المسلمين في المساجد التي تكون مؤهلة لاحتضان عدد كاف لإقامة شعيرة صلاة الجمعة. هذا وقد حدد فقهاء عدد المصلين الذين لا يمكن أن تقام صلاة الجمعة بدونهم أن يكونوا ثلاثة مصلين فأكثر، وقيل اثنا عشر مصليّا، وزاد بعضهم فاشترط أربعين مصليّا، ويستحب الإعداد القبلي لهذه الشعيرة، من خلال الاغتسال قبل الذهاب للمسجد، استنانا بسنة رسول الله محمد صلى الله عليه وسلم.

## وقت الصلاة
تعتبر منتصف النهار الذي يوافق في الغالب 12:30 هو التوقيت المعتمد في جميع الدول الإسلامية لإقامة صلاة الجمعة، والتي تفتح بخطبة الخطيب، ثم يصلي الناس خلف الخطيب ركعتين جهرا.